# Carlo Gagliazzo
Carlo Gagliazzo (Ronco Biellese, 13 dicembre 1877 – Mosca, 23 dicembre 1933) è stato un politico italiano.

## Biografia
Carlo Gagliazzo nacque il 13 dicembre 1877 a Ronco Biellese, da una famiglia di umili condizioni, riuscendo a frequentare la scuola elementare. Durante la giovinezza fu condannato a un anno e mezzo di carcere per la pubblicazione di un articolo contro la chiesa, così per sfuggire all'arresto nel 1908 emigrò a Bruxelles, dove rimase fino allo scoppio della prima guerra mondiale nel 1914. Tornato in Italia lavorò come impiegato metalmeccanico, specializzandosi nella meccanica fino ad arrivare a brevettare una macchina da scrivere. Nel 1920, durante il biennio rosso e l'occupazione delle fabbriche, il Gagliazzo fu accusato di aver fornito agli scioperanti delle componenti necessarie per il funzionamento delle mitragliatrici, venendo così arrestato. Durante la carcerazione si candidò alle elezioni del 1921 col Partito Comunista d'Italia nel collegio di Torino, fu così nominato deputato il 23 dicembre 1921 in seguito all'annullamento dell'elezione di Francesco Misiano e quindi scarcerato. Con l'avvento del fascismo fuggì dall'Italia stabilendosi a Saint-Josse-ten-Noode dove collaborò attivamente nella Lega antifascista italiana del Belgio (LIAB) e nel Soccorso rosso internazionale. Durante la sua permanenza in Belgio organizzò colonia estiva sul Mare del Nord per i figli degli antifascisti e restò in contatto con il Partito Comunista Italiano in Francia e col Partito Comunista del Belgio. Il 23 aprile 1931 su pressione delle autorità italiane fu espulso dal Belgio rifugiandosi a Mosca in Unione Sovietica, dove a causa di una malattia morì il 23 dicembre 1933.